# Demeanivka, Șîroke
Demeanivka (în ucraineană Дем`янівка) este un sat în comuna Cervone din raionul Șîroke, regiunea Dnipropetrovsk, Ucraina.

## Demografie
Componența lingvistică a localității Demeanivka
     Ucraineană (88%)
     Rusă (10,67%)
     Belarusă (1,33%)
Conform recensământului din 2001, majoritatea populației localității Demeanivka era vorbitoare de ucraineană (88%), existând în minoritate și vorbitori de rusă (10,67%) și belarusă (1,33%).